# 逆流交換

逆流熱交換：位置由高至低，對應兩邊的溫度皆逐漸下降。未進入交換前，原來熱和冷的兩股液流，交換後溫差方向相反，原熱流離開時變成較冷的一股，反之亦然。

逆流熱交換（英語：countercurrent heat exchange）是出現於自然界的交換機制，兩股流體反向而流，同時交換熱。也可以交換其他性質，如化學物質濃度，此時統稱為逆流交換（countercurrent exchange）。工業和工程學亦常模倣此機制。其中「流體」可以是液體、氣體，甚至固體粉末，或其任意組合。例如，蒸餾塔中，蒸氣泡上升時，經過向下流的液體，同時交換熱和質量。
藉逆流熱交換或質量交換，交換的量可以比並流交換（同向流動）更多，因為逆流熱交換能維持溫差梯度下降得較慢。並流時，初始梯度很高，但是下降得很快，最終有浪費。以右圖舉例，受加熱的流體（向上），離開交換器時，溫度比降溫後的流體（向下）離開的溫度更高。對於平行流動的交換，此為不可能，因為兩者的溫度衹能彼此趨近。所以逆流熱交換與並流相比，同樣條件下，可以達到更大的交換量。見换热器。
逆流交換的環路和迴圈常見於自然，尤其生物的系統中。恒温动物在寒冷的環境下，為了減少熱能（能量）的散失，血管的排列變得特殊，使動脈的血與靜脈的血之間進行逆流熱交換。脊椎動物中，此種結構稱為迷網，原先是魚鰓從水吸收氧氣的器官名，工業模倣製成各種逆流交換系統。逆流交換是化学工程热力学和製造過程的重要概念，例如從糖用甜菜提煉蔗糖就要考慮。